# El Día de Valladolid
El Día de Valladolid es un periódico español, editado en la ciudad homónima. Forma parte del grupo Promecal.

## Historia
El diario fue fundado en el 2000 como una iniciativa conjunta de Prisa y Promecal, que tenían un 40% y un 60% de las acciones, respectivamente. Era editado por la sociedad Nuevo Diario Vallisoletano. Sin embargo, tres años después Prisa vendió a Promecal la totalidad de sus acciones, pasando esta a ser la única propietaria de la cabecera. En la actualidad El Día de Valladolid compite en la capital castellana con el histórico diario El Norte de Castilla.

## Directores
- Ricardo Arques (2000-2003)
- David Frontela (2003-2012)
- Juanjo Fernández Corral (2012-2017)
- Óscar Gálvez (2017-2019)
- Santiago González (desde 2020)